# Szczecinski kruh
Szczecinski kruh je regionalna vrsta kruha, značilen za mesto Szczecin, Poljska. 26. avgusta 2015 je bil po prošnji s strani Kuharskega združenja ter pekarne Wojciechowski uvrščen na poljski seznam tradicionalnih izdelkov.

## Zgodovina
V Szczecinu se ržen in pšeničen kruh peče že od srednjega veka, dejavnost pa je nadzoroval pekovski ceh.
Recept za szczecinski kruh izvira iz 60. let 20. stoletja, a je po navedbah družin szczecinskih pekov recept še starejši. Po spominskih zapisih župana Piotra Zarembe, je bilo za regionalne uradnike 9. maja 1945 spečenih 2000 štruc kruha v pekarni Mazura na vogalu Mickiewiczove ulice in avenije Bohaterów.
Nespremenjenost recepta so potrdili peki. Sodobna različica kruha se v Szczecinu izdeluje od 60. let 20. stoletja dalje. Recept in izdelje nadzoruje Združenje szczecinskih pekov.

## Značilnosti
Gre za pšenično-ržen kruh, izdelan iz 60 odstotkov pšenične moke in 40 odstotkov ržene mooke. Izdelek ima hrustljavo skorjo, notranjost je rahlo vlažna, mehka, in ima močan vonj po rahlo kiselkastemu kruhu. Štruca je dolga, spodaj je izravnana, zgoraj pa je rahlo zaobljena. Skorja je rahlo grapava in rahlo rjava. Je zlate kremne barve. Za pečenje uporabljajo naraven kvas, testu pa ne dodajajo emulgatorjev, ojačevalcev okusa ali barvil.

## Nagrade
Kruh je dobil dve nagradi:
- prvo mesto leta 2014 na tekmovanju Naša kulinarična dediščina – okusi pokrajin v Poznanu v kategoriji produktov in ohranjevalcev izvora rastlin
- leta 2017 je na istem tekmovanju osvojil še nagrado v kategoriji Biseri[1]